# Imrich Stacho
Imrich Stacho (Trnava, 4 novembre 1931 – 10 gennaio 2006) è stato un calciatore cecoslovacco, di ruolo portiere.